# Graellsia (revista)
Graellsia és una revista científica, fundada el 1943, i publicada pel Consell Superior d'Investigacions Científiques, dedicada a temes d'entomologia i zoologia.
La revista Graellsia rep el seu nom en homenatge a Marià de la Pau Graells. Des de la seva creació el 1943 i fins a 1987 fou una revista dedicada a l'entomologia Ibèrica. A partir d'aquell any, amb el subtítol de Revista de zoología, va passar a ser una revista de zoologia en general. Posteriorment, va restringir el seu àmbit científic i actualment publica treballs científics originals i inèdits sobre Diversitat Zoològica incloent estudis taxonòmics, faunístics, biogeogràfics, corològics, evolutius i de conservació. Així mateix publica, en les seves corresponents seccions, notes, notícies i recensions.
Graellsia és una publicació que sorgeix en el si de l'Instituto Español de Entomología, centre creat el 1941 i integrat per la biblioteca, col·leccions i personal de l'anterior Secció d'Entomologia del Museu Nacional de Ciències Naturals (MNCN). Els fundadors de Graellsia, Gonzalo Ceballos Fernández de Córdoba, Eduardo Zarco i Ramon Agenjo expressen la necessitat de tenir una revista que dirigida a les persones interessades en el món dels insectes.
Els articles publicats a Graellsia se sotmeten a un procés de d'avaluació d'experts externs a la institució. Graellsia apareix indexada en Web of Science, SCOPUS, CWTS Leiden Rànquing (Journal indicators), AGRIS - International Information System for the Agricultural Sciences and Technology, LIFE - Life Sciences Collection Plus Marina Biology & Bioengineering Data Base, REDIB i DOAJ. Des de l'any 2013 passa a publicar-se exclusivament en format electrònic.